# Augustus Frederick Christopher Kollmann
Augustus Frederick Christopher Kollmann, eigentlich August Friedrich Christoph (* 21. März 1756 in Engelbostel, heute Langenhagen; † 19. April 1829 in London), war ein Organist, Musiktheoretiker und Komponist. 

## Herkunft
Kollmann stammt aus einer musikalischen Familie: Sein Vater war Organist und Lehrer in Engelbostel, sein Sohn George Augustus Kollmann (* 1789) wurde Komponist und Pianist. Kollmann selbst lernte in Hannover bei Johann Christian Böttner (1731–1800) das Orgelspiel und ließ sich dabei von der Musik Johann Sebastian Bachs (1685–1750) inspirieren.

## Leben und Werk

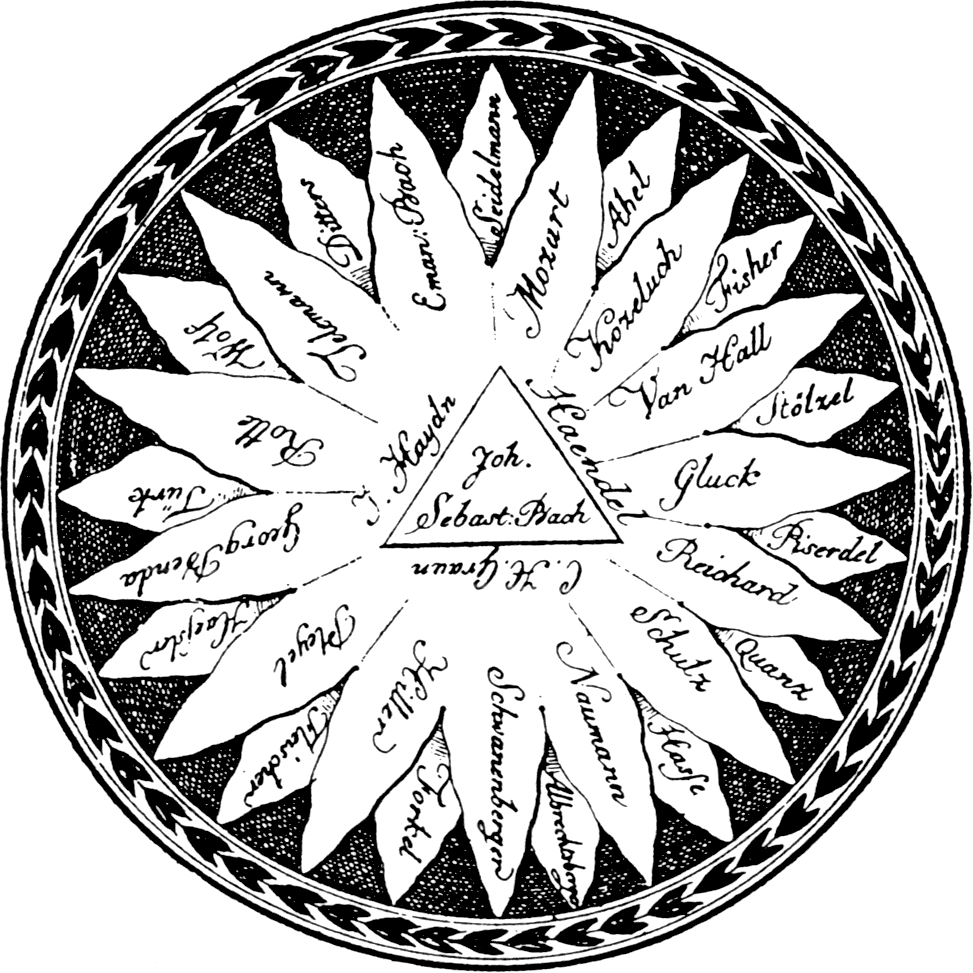
Kollmanns Diagramm von Bach als einer Sonne, 1799

Kollmann wurde im Jahre 1784 als Lehrer und Küster an die deutsche Gemeinde nach London berufen. Hier übernahm er 1792 den Posten eines Organisten an der deutschen Kapelle des Königs Georg III. (1736–1820) aus dem Haus Hannover (His Majesty’s German Chapel at St. James). Durch die verwandtschaftlichen Beziehungen zwischen dem seit 1714 in London regierenden Haus Hannover und dem Königreich Hannover bestand ein reger kultureller Austausch zwischen den beiden Königreichen und viele deutsche Musiker wie beispielsweise auch Georg Friedrich Händel wanderten nach England aus.
Im Jahre 1796 veröffentlichte Kollmann sein erstes Werk, „An Essay on Musical Harmony“. Es folgten zahlreiche weitere musiktheoretische Abhandlungen und teils auch praktische Lehrbücher. Seine Abhandlungen gelten heute noch als grundlegend, insbesondere zum Verständnis des Bach’schen Werks. Während seine musiktheoretischen Abhandlungen nach wie vor rezipiert werden, sind seine Kompositionen weitestgehend in Vergessenheit geraten.